# Hesychius (Bischof von Salona)
Hesychius († 420/426) war ein Bischof von Salona.
Hesychius bestieg 405 den Bischofssitz in Salona und folgte damit seinem Onkel Symferius.
In seine Zeit fällt die Fertigstellung des unter seinem Vorgänger begonnenen Baus des Doms zu Salona, wie folgende Inschrift auf einem freigelegten Fußbodenmosaik bestätigt
NOVA POST VETERA
COEPIT SYNFERIUS
ESYHIUS EIVS NEPOS
CVM CLERO ET POPULO FECIT
HAEC MUNERA
DOMVS C(H)R(IST)E GRATA
TENE
Hesychius pflegte Briefkontakte mit Johannes Chrysostomos, Papst Zosimus und Augustinus von Hippo.
In einem Briefwechsel mit Augustinus geht es um theologische Fragen, insbesondere zur Parusie. Darin werden auch „Zeichen der Sonne“ diskutiert, die sich möglicherweise auf die Sonnenfinsternis vom 19. Juli 418 beziehen.
In einem Brief an Zosimus beklagt sich Hesychius über zu schnelle Ernennungen von Würdenträgern. Im erhalten gebliebenen Antwortbrief des Papstes 418 zeigt sich dieser verwundert darüber, das ihn diesbezügliche Dekrete offensichtlich nicht erreicht hätten, und bekräftigt die Vorgabe, dass die Bischofswürde nur durch kirchliche Weihe erlangt werden kann.

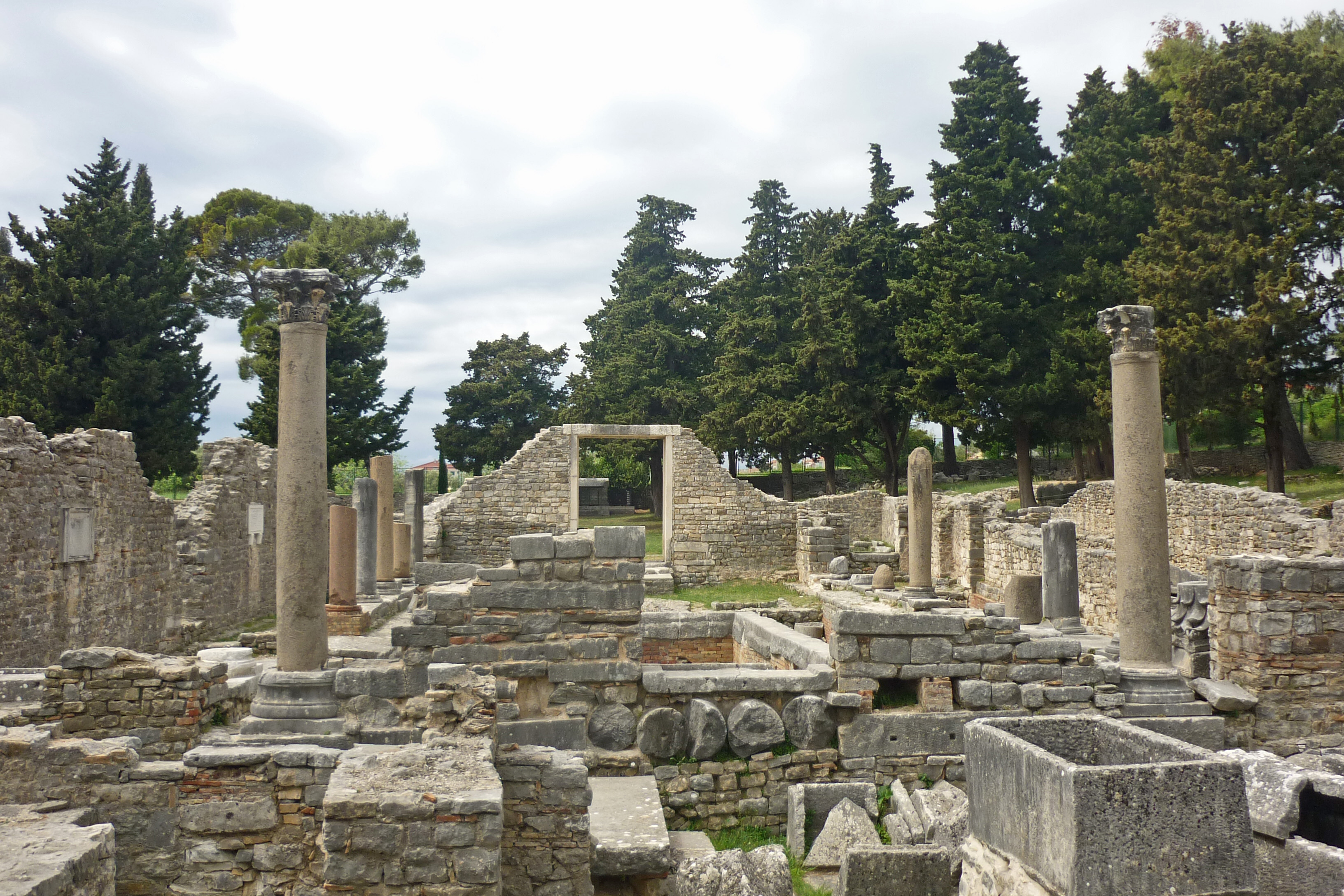
Ausgrabungen in der ehem. römischen Stadt Salona: Basilika Monastirine

Hysechius verstarb 420/426 und ist in der Friedhofsbasilika zu Manastirine in Salona beigesetzt. Das Epitaph auf den Steinplatten über seinem Sarkophag lautet:
DEPOSIT(IO) S(AN)C(TI) (H)ESYCHI EPISC(OPI) DIE XIII KA[L(ENDAS...)]